# Svartvit bulbyl
Svartvit bulbyl (Microtarsus melanoleucos) är en fågel i familjen bulbyler inom ordningen tättingar.

## Utseende och läten
Svartvit bulbyl är en medelstor (16–18 cm) helt omisskännslig bulbyl. Båda könen är mörka, med vita fläckar på skuldrorna. Honan är något brunare än hanen. Fågeln är relativt tystlåten, men avger ibland abrupta metalliska "ching!".

## Utbredning och systematik
Svartvit bulbyl förekommer i södra Thailand, Malackahalvön, Sumatra, på ön Siberut och på Borneo. Den behandlas som monotypisk, det vill säga att den inte delas in i några underarter.

### Släktestillhörighet
Arten placerades tidigare i släktet Pycnonotus. DNA-studier visar att Pycnonotus dock är parafyletiskt visavi Spizixos.

## Levnadssätt
Svartvit bulbyl hittas i städsegrön skog och skogsbryn i lågland och lägre bergstrakter. Trots sin distinkta fjäderdräkt påträffas den förhållandevis sällan, på grund av sina oregelbundet kringvandrande vanor och tillbakadragna leverne. Den födosöker på alla nivåer, dock vanligast i trädkronorna, där flockar ofta samlas i fruktbärande träd.

### Häckning
Fågeln häckar mellan januari och maj. Den bygger ett skålformat bo som placeras i en trädklyka någon eller några meter upp i ett träd.

## Status och hot
Arten har ett stort utbredningsområde, men tros minska i antal, dock inte tillräckligt kraftigt för att den ska betraktas som hotad. Internationella naturvårdsunionen IUCN listar arten som nära hotad (LC).